# Benjamin Stephanus Claus
Benjamin Stephanus Claus  (Den Haag, 20 februari 1871 –  aldaar, 2 december 1940) was een Nederlands kunstschilder, boekbandontwerper, graficus en tekenleraar. Hij werkte in Arnhem tot 1927 en daarna in Bloemendaal tot 1932.
Claus was leraar aan de Ambachtsschool te Arnhem. Hij maakte bloemen– en vruchtenstillevens en boekbandontwerpen voor de christelijke uitgeverijen J.H. Kok in Kampen en La Rivière & Voorhoeve in Zwolle, en hij ontwierp een sierdiploma voor een ambachtsschool in Den Helder.